# LOVE/JUICE
『LOVE/JUICE』は、つんくタウンFILMS制作の企画第4弾の恋愛映画である。フジテレビ系深夜番組『つんくタウン』で1000万円という低予算で制作された。
新藤風は2001年にこの作品により第51回ベルリン国際映画祭フォーラム部門新人作品賞、新藤兼人賞・金賞を受賞した。

## ストーリー
レズビアンの千夏とストレートな今日子は、仲良く共に暮らしていた。愛を求める2人は、夜な夜なクラブへと出向いては恋人探しをしている。自らが同性愛者であることに苦しむ千夏と、常に心の安らぎを求めている今日子。だが、千夏が今日子のことを好きになったことにより、友情で成り立っていた2人の関係に亀裂が生じていく。

## キャスト
- 千夏：藤村ちか
- 今日子：奥野ミカ
- 坂本：西島秀俊
- バイト先店長：永澤俊矢
- 田中要次
- 湯山ともを
- 森井恵美
- 榊原麻弥
- 石田美穂
- 斉木博子
- 成乃
- 森川涼

## スタッフ
- スタイリスト：清水研一
- ヘアメイク：徳田芳昌
- 照明：祷宮信、井川義之
- 製作担当：森井輝
- 録音：松本修
- 助監督：兼重淳